# Roter Zerfall
Roter Zerfall (auch Roter Verfall) ist ein Schadensbild von Leder, bei dem sich die feste Lederoberfläche zu Staub auflöst.
Aus der Luft adsorbiert Leder neben Stickoxiden und Ozon vor allem Schwefeldioxid, das in Verbindung mit Luftfeuchtigkeit zu schwefliger Säure reagiert. Durch säurekatalysierte Hydrolyse kommt es zu Verfärbungen und zum Zerfall des Kollagens. Bei älteren Ledern kann dies bei lohgegerbten Ledern auftreten. Der Schaden ist irreversibel.
Der Namensteil „rot“ stammt von einem speziellen Schadensbild: Einige ab Mitte des 19. Jahrhunderts zur Beschleunigung der Gerbung den Gerbmitteln hinzugesetzte Chemikalien wirkten sich negativ auf die Alterungsbeständigkeit des Leders aus. Der dadurch ausgelöste beschleunigte Zerfall von Ledern ergibt einen rötlichen Staub. Meist handelt es sich um Leder von Kalb, Ziege oder Schaf.
Die Royal Society of Arts gründete im Februar 1900 ein ständiges Komitee zur Erforschung des Phänomens. Nach systematischer Forschung wurde einige Jahre später die Ursache entdeckt. In den folgenden Jahren wurden daraufhin die Gerbverfahren modifiziert.
Bei historischen Bucheinbänden in Bibliotheken oder Möbeln besteht dadurch das Problem, dass es bei diesem Schadensbild zu starkem Abrieb kommt, der einerseits Verschmutzungen verursacht und andererseits die Objekte weiter schädigt. In Bibliotheken mit historischem Buchbestand in diesem Zeitsegment verursacht dies Kosten innerhalb der Bestandserhaltung.
Mittels Lederfett kann eine gewisse Stabilisierung erreicht werden. Wegen der starken Verfärbung wird dies allerdings nicht mehr zur Bestandserhaltung bei Bucheinbänden angewendet. Eine Alternative stellt die Einbringung von Hydroxypropylcellulose (ein nichtionischer Celluloseether, z. B. Klucel®), die in Alkohol gelöst wird. Es kann aber zu Materialauflösung und Verfärbungen kommen. Die Verfärbungen sind allerdings wegen des wieder verdunstenden Alkohols weniger gravierend. Da eine irreparable Veränderung des Leders vorgenommen wird, ist der Einsatz dieses Verfahren genau abzuwägen. Prinzipiell kann der weitere Zerfall des Leders aber nicht aufgehalten werden, so dass aktuell (2020) von Lederpflegemaßnahmen bei Bucheinbänden und Archivalien abgeraten wird.